# Don Coscarelli
Don Coscarelli Jr., més conegut com a Don Coscarelli (Trípoli, Líbia, 17 de febrer de 1954), és un director, guionista i productor de cinema estatunidenc. És conegut principalment pel seu film de 1979 Phantasm (Fantasma), i la saga creada a partir d'aquest. La seva filmografia està composta principalment de pel·lícules de terror, ciència-ficció i acció, i és considerat un cineasta de culte.

## Filmografia

### Cinema

#### Director/Guionista
- John Dies at the End (2012)
- Bubba Ho-Tep (2002)
- Phantasm IV: Oblivion (1998)
- Phantasm III: Lord of the Dead (1994)
- Escola de supervivència (Survival Quest) (1988) -
- Phantasm II (1988) -
- El senyor de les bèsties (The Beastmaster) (1982)
- Phantasm (1979)
- Kenny & Company (1976)
- Jim, the World's Greatest (1976)

### Televisió

#### Director/Guionista
- Masters of Horror: Incident on and Off a Mountain Road (2005)